# Milad Ebadipour
Milad Ebadipour (em persa: میلاد عبادی‌پور‎; 17 de outubro de 1993) é um jogador de voleibol iraniano que atua na posição de ponteiro.

## Carreira

### Clube
Ebadipour começou sua carreira desportiva em 2011 atuando pelo Kalleh Mazandaran, com o qual ganhou dois campeonatos iranianos e um campeonato asiático de clubes. Na temporada 2014–15 chegou ao Urmia Municipality VC, e depois mudou-se para o Sarmayeh Bank em 2016–17 com o qual conquistou seu terceiro campeonato iraniano e outros dois campeonatos asiáticos por clube, ganhando também o prêmio individual de melhor ponteiro em ambas as competições. Teve uma pequena passagem pelo Al-Rayyan em 2017 por onde foi vice-campeão da Copa do Catar.
Em 2017 assinou contrato com o polonês PGE Skra Bełchatów. Com o novo clube, atuou por 5 temporadas, conquistando um título do campeonato polonês e dois títulos da supercopa polonesa. Em 2022, o atleta iraniano assinou contrato com o Allianz Milano para atuar pela primeira vez no campeonato italiano.

### Seleção
Em 2016, representou seu país na sua primeira participação no voleibol nos Jogos Olímpicos de Verão no Rio de Janeiro, que ficou em oitavo lugar. Em 2021 disputou os Jogos Olímpicos de Tóquio, onde ficou na nona posição. No mesmo ano conquistou seu segundo título do campeonato asiático.

## Títulos
Kalleh Mazandaran
- Campeonato Asiático de Clubes: 2013
- Campeonato Iraniano: 2012–13

Sarmayeh Bank
- Campeonato Asiático de Clubes: 2016, 2017
- Campeonato Iraniano: 2016–17

Al-Rayyan
- Copa Emir: 2017

PGE Skra Bełchatów
- Campeonato Polonês: 2017–18
- Supercopa Polonesa: 2017, 2018

## Clubes
| Anos      | Clube                 |
| --------- | --------------------- |
| 2012–2014 | Kalleh Mazandaran     |
| 2014–2016 | Urmia Municipality VC |
| 2016–2017 | Sarmayeh Bank         |
| 2017–2017 | Al-Rayyan             |
| 2017–2022 | PGE Skra Bełchatów    |
| 2022–2023 | Allianz Milano        |
| 2023–     | Ural Ufa              |

## Prêmios individuais
- 2016: Campeonato Asiático de Clubes – Melhor ponteiro
- 2017: Campeonato Asiático de Clubes – Melhor ponteiro
- 2017: Copa dos Campeões – Melhor ponteiro
- 2021: Campeonato Asiático – Melhor ponteiro